# Hymenostylium subrigidulum
Hymenostylium subrigidulum är en bladmossart som först beskrevs av Brotherus, och fick sitt nu gällande namn av Jules Cardot 1937. Hymenostylium subrigidulum ingår i släktet Hymenostylium och familjen Pottiaceae. Inga underarter finns listade i Catalogue of Life.